# Antonio Miscomini
Antonio Miscomini (Modena, 1450 circa – Firenze, 1495 circa) è stato un tipografo italiano, attivo dal 1472 al 1494 a Venezia, Nonantola, Modena e Firenze.

## Biografia

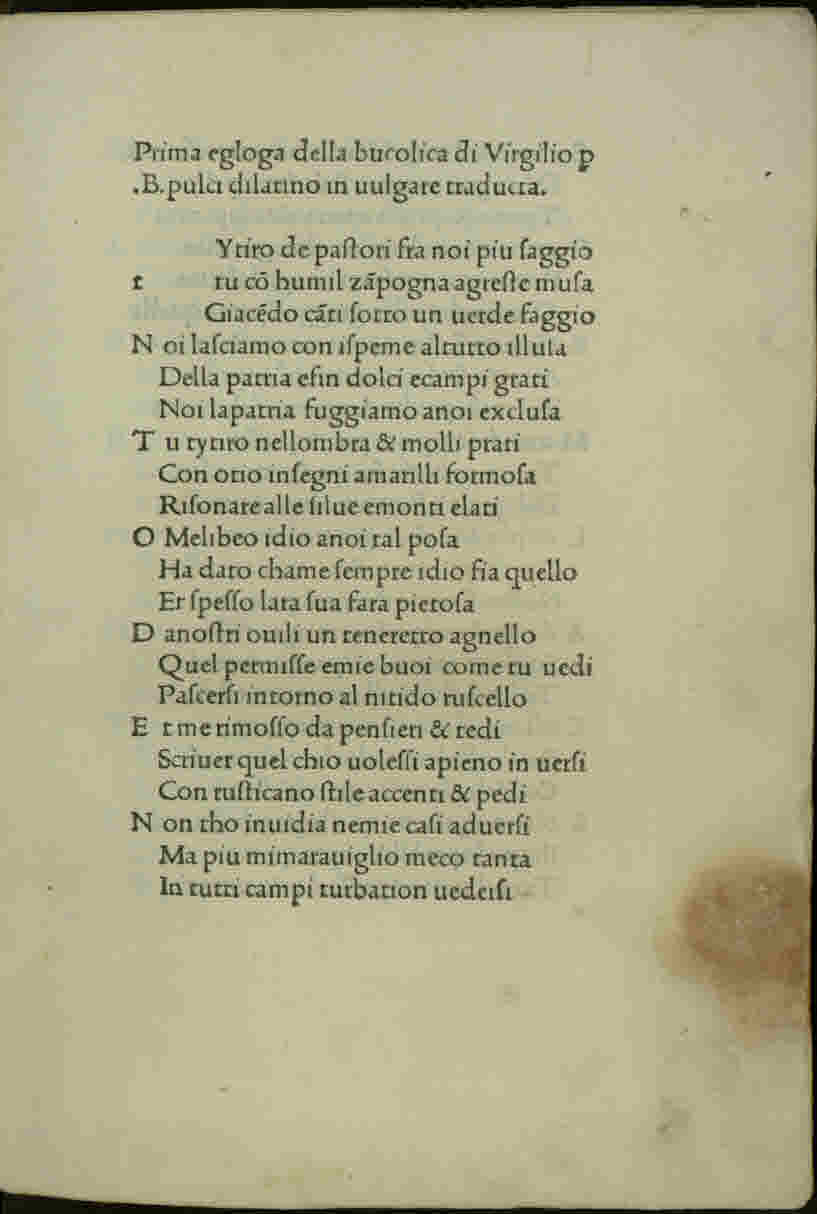
Incipit della Prima egloga della Bucolica di Virgilio nel volgarizzamento di Bernardo Pulci, finito di stampare a Firenze da Antonius Bartholomei Miscomini il 28 febbraio 1482

Figlio di Bartolomeo originario di Bologna, Antonio Miscomini nacque a Modena, ma ben presto per apprendere l'arte tipografica si trasferì a Venezia, dove il 19 novembre 1472 insieme con Giovanni Genovese e Cristoforo Bellapiera finì di stampare le Quaestiones in primum librum sententiarum Petri Lombardi di Giovanni Duns Scoto, a cura di Antonio Trombetta, sottoscrivendosi Antonius Bononiensis.
Dopo tre anni di silenzio, il 22 gennaio 1476 finì di stampare le Epistolae di San Girolamo, questa volta firmandosi Antonius Bartolomei. Del 1477 è la seconda edizione della Bibbia del Malermi e del 1478 il volgarizzamento delle Decadi di Tito Livio.
«Nel 1480 il Miscomini fu protagonista di un episodio rimasto unico nella storia dell'editoria del Quattrocento: la stampa di un libro a Nonantola», dove risiedeva il fratello Giorgio e dove il padre era stato a lungo fattore; vi stampò un Breviarium Romanum.
Nel 1481 arrivò a Firenze, dove, nell'arco di quattordici anni in due periodi diversi, produsse oltre ottanta incunaboli. La prima opera da lui stampata a Firenze è La giostra di Lorenzo de' Medici di Luigi Pulci, nel marzo 1481. L'anno seguente apparvero le Bucoliche di Virgilio nella traduzione di Bernardo Pulci e la prima edizione con data certa delle opere di Orazio con il commento di Cristoforo Landino.
Intanto, tra il 1487 e il 1489 lo si trova stampatore a Modena, dove in società con Domenico Rococciola pubblicò gli statuti cittadini, gli Statuta civitatis Mutinae, in due parti, la prima nell'aprile 1487 e la seconda nell'aprile 1488. Ma già l'anno successivo si concluse la loro collaborazione e la parentesi modenese nella carriera tipografica del Miscomini, che tornò a Firenze.
Il suo secondo periodo fiorentino fu contraddistinto dalla pubblicazione di vari opuscoli di Girolamo Savonarola, durante gli anni della rapida ascesa del frate, e da una produzione a carattere religioso in genere, in cui sono da ricordare cinque edizioni dell'Imitazione di Cristo volgarizzata.
Contemporaneamente però l'interesse del Miscomini si rivolse ai testi degli umanisti fiorentini e specialmente di Angelo Poliziano, di cui aveva già stampato due raccolte poetiche nel 1482 e 1483; al suo ritorno pubblicò l'opera più importante del Poliziano, la Miscellaneorum centuria prima, che reca la data del 19 settembre 1489. Nel colophon dell'edizione, dove si legge «Impressit ex archetypo Antonius Miscominus», lo stampatore c'informa del suo lavoro a stretto contatto coll'autore, che agiva anche da correttore delle bozze e ne approfittava per apportare cambiamenti e ripensamenti in corso di stampa o addirittura a stampa ultimata con correzioni su fogli aggiunti.
Nel 1492 uscì l'opera omnia di Plotino, tradotta e commentata da Marsilio Ficino, di cui Miscomini aveva già pubblicato tre opere minori.

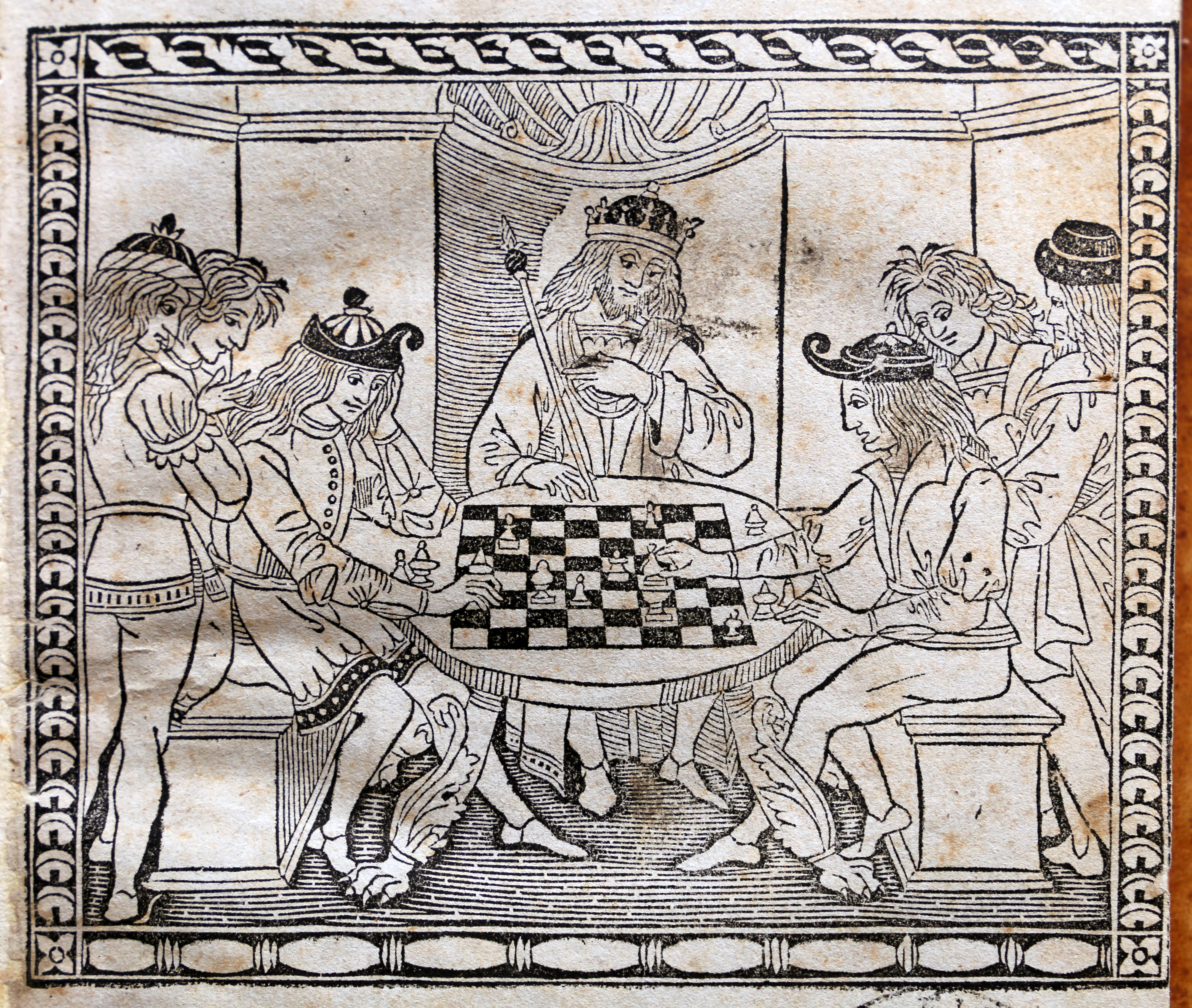
Xilografia in prima e ultima pagina del Libro di giuocho di scacchi

A partire dal 1492 si attrezzò anche per la stampa di illustrazioni xilografiche e in tre anni pubblicò in proprio quattordici incunaboli con xilografie, tra cui il 1º marzo 1494 il volgarizzamento del Libro di giuocho di scacchi intitolato de costumi deglhuomini & degli offitii de nobili di Jacopo da Cessole, con il famoso frontespizio illustrato dalla finissima xilografia, ripetuta all'ultima pagina, raffigurante due uomini che giocano a scacchi davanti a un re.
Negli ultimi anni Antonio Miscomini utilizzò una marca tipografica, costituita dalle iniziali A M su fondo nero, sormontate da una croce, inscritte in un quadrato e in un cerchio.
L'ultimo libro con la sua sottoscrizione è una propria riedizione delle Bucoliche di Virgilio, datata 19 aprile 1494. Non si conosce l'anno della sua morte, da collocarsi presumibilmente nel 1495.